# Исенгард
Исенгард е името на могъща крепост, във въображаемия свят на „Средна земя“, създаден от Толкин. Крепостта прегражда роханския пролом. По време на могъществото на Гондорското кралство той е бил част от него. Дори след като народа на Еорл Млади се заселва в равнините на Рохан (подарени му в знак на благодарност от гондорския наместник) Исенгард продължава да се счита за част от Гондорското кралство, въпреки че практически е в територията на Рохан. Години след това, когато мощта на Гондор запада и те не могат да охраняват крепостта, ключовете на Ортанк биват дадени на Саруман Белия, който поема управлението на крепостта и всички земи, принадлежащи на нея. В тези години крепостта е изглеждала по следния начин: Огромна приличаща на чиния зелена и плодородна равнина, осеяна с градини, ниви и гори, в центъра на която върку черна скала се издигала кулата Ортанк. Около нея се издигали в кръг непристъпни стени, изсечени в последните склонове на Мъгливите планини.
След предателството на Саруман крепостта Исенгард се променя според нуждите и замислите му: някога плодородната и зелена равнина сега е пуста и осеяна с пропасти. Застлани с черни каменни плочи пътища, се срещат в центъра на равнината точно пред кулата Ортанк. На равни разстояния от свете страни на пътищата са били забити черни железни стълбове, свързани с вериги. Планинските склонове били проядени от тунели, складове, оръжейни работилници, жилищни помещения, пещери в които отглеждали вълци — стотици хиляди можели да живеят там. Единственият вход на Исенгард бил изсечен тунел в обръча от скали, дъдъг над 20 метра, затворен с порти от черна стомана от двете си страни. Точно пред портата се издигал огромен каменен блок, издялан във формата на бяла ръка с червни нокти.
Когато ентите превземат Исенгард, те разрушават сарумановите творения, след което наводняват долината, превръщайки я в огромно езеро. След като нечистотиите на Саруман биват отмити и всички подземни проходи — наводнени, водата бива отклонена и долината се превръща в огромна гора от млади дървета. В центъра на долината сред малко синьо езеро се издига скалата, с кулата Ортанк върху нея. Всички крепостни стени са сринати и долината остава незаградена. В началото на Четвъртата епоха крал Елесар (Арагорн) отново присъединява Исенгард към обединеното кралство на Гондор и Арнор.
Кулата Ортанк е построена в древни времена от задморските майстори, преди умението им да бъде изгубено, като в нея е вложена магия. Затова кулата е неуязвима срещу каквато и да е атака и не можела да бъде унищожена, освен ако самата земя под нея не се разтворела. Кулата била изградена от черен камък, съставена от четири огромни колони прилепени една към друга, които към върха и изтънявали и се разделяли, образувайки корона, между зъбите на която на стотици метри над равнината имало площадка, изписана с тайни магически знаци, от която можело да се наблюдават звездите.
Името на кулата има двояко значение. На елфически език Ортанк означава „Връх Зъб“, а на езика на Роханците „Лукав ум“